# 小島町 (豊橋市)
小島町（こじまちょう）は、愛知県豊橋市の地名。

## 地理
豊橋市南部に位置する。東は富士見町、西は小松原町、南は遠州灘に接する。

### 河川
- 豊川用水東部幹線水路[1]

### 字一覧
- 荒巻（あらまき）[WEB 5]
- 池ノ谷（いけのや）[WEB 5]
- 芋ケ谷（いもがや）[WEB 5]
- 海見坂（うみみざか）[WEB 5]
- 大舟（おおぶね）[WEB 5]
- 上田濃（かみたのう）[WEB 5]
- 北出口（きたでぐち）[WEB 5]
- 小判田（こばんでん）[WEB 5]
- 小舟（こぶね）[WEB 5]
- 下田濃（しもたのう）[WEB 5]
- 蛇ノ髭（じゃのひげ）[WEB 5]
- 神田（じんでん）[WEB 5]
- 砂田（すなだ）[WEB 5]
- 高橋（たかはし）[WEB 5]
- 峠（とうげ）[WEB 5]
- 西十三本（にしじゅうさんぼん）[WEB 5]
- 西峠（にしとうげ）[WEB 5]
- 西中沢（にしなかざわ）[WEB 5]
- 西縄口（にしなわぐち）[WEB 5]
- 東峠（ひがしとうげ）[WEB 5]
- 東中沢（ひがしなかざわ）[WEB 5]
- 東浜（ひがしはま）[WEB 5]
- 蛭藻（ひるも）[WEB 5]
- 抱ノ木（ほうのき）[WEB 5]
- 本田（ほんでん）[WEB 5]
- 前田（まえだ）[WEB 5]
- 南島（みなみじま）[WEB 5]
- 南出口（みなみでぐち）[WEB 5]
- 宮ノ谷（みやのや）[WEB 5]
- 谷ノ上（やのうえ）[WEB 5]
- 若宮（わかみや）[WEB 5]

## 歴史

### 人口の変遷
国勢調査による人口および世帯数の推移。
| 1995年（平成7年）  | 192世帯 878人  |  |
| 2000年（平成12年） | 232世帯 979人  |  |
| 2005年（平成17年） | 252世帯 1022人 |  |
| 2010年（平成22年） | 267世帯 946人  |  |
| 2015年（平成27年） | 252世帯 902人  |  |

### 沿革
- 戦国時代の記録に「小島」の地名がある[2]。
- 江戸時代 - 三河国渥美郡小島村として所在[2]。当初は幕府領[2]。
- 天和元年 - 志摩鳥羽藩領[2]。
- 享保10年 - 幕府領[2]。
- 寛延元年 - 西大平藩領[2]。
- 安永元年 - 遠江相良藩領[2]。
- 安永3年 - 三河吉田藩領[2]。
- 享和3年 - 幕府領[2]。
- 1878年（明治11年） - 渥美郡五並村の一部となる[2]。
- 1884年（明治17年） - 渥美郡五並村の一部により、同郡小島村が成立[2]。
- 1889年（明治22年） - 小沢村大字小島となる[2]。
- 1906年（明治39年） - 二川町大字小島となる[2]。
- 1955年（昭和30年） - 豊橋市小島町となる[2]。
- 1962年（昭和37年） - 一部が豊栄町・富士見町に編入される[2]。

## 交通
- 愛知県道伊良湖岬白須賀線[1]

## 施設
- 小沢校区市民館[1]
- 豊橋市立小沢小学校[1]
- 臨済宗妙心寺派大応寺[1]
- 小島神社[1]

### WEB
1. ↑  “愛知県豊橋市の町丁・字一覧”.   人口統計ラボ. 2023年4月13日閲覧。
2. ↑  総務省統計局 (2017年1月27日). “平成27年国勢調査の調査結果(e-Stat) - 男女別人口及び世帯数 －町丁・字等” (CSV). 2021年7月21日閲覧。
3. ↑  “愛知県豊橋市の郵便番号一覧”.   日本郵便. 2023年4月13日閲覧。
4. ↑  “市外局番の一覧” (PDF).   総務省 (2022年3月1日). 2022年3月22日閲覧。
5. 1 2 3 4 5 6 7 8 9 10 11 12 13 14 15 16 17 18 19 20 21 22 23 24 25 26 27 28 29 30 31  “愛知県豊橋市 住所一覧から地図を検索”.   ONE COMPATH. 2023年8月17日閲覧。
6. ↑  総務省統計局 (2014年3月28日). “平成7年国勢調査の調査結果(e-Stat) - 男女別人口及び世帯数 －町丁・字等” (CSV). 2021年7月20日閲覧。
7. ↑  総務省統計局 (2014年5月30日). “平成12年国勢調査の調査結果(e-Stat) - 男女別人口及び世帯数 －町丁・字等” (CSV). 2021年7月20日閲覧。
8. ↑  総務省統計局 (2014年6月27日). “平成17年国勢調査の調査結果(e-Stat) - 男女別人口及び世帯数 －町丁・字等” (CSV). 2021年7月21日閲覧。
9. ↑  総務省統計局 (2012年1月20日). “平成22年国勢調査の調査結果(e-Stat) - 男女別人口及び世帯数 －町丁・字等” (CSV). 2021年7月21日閲覧。
10. ↑  総務省統計局 (2017年1月27日). “平成27年国勢調査の調査結果(e-Stat) - 男女別人口及び世帯数 －町丁・字等” (CSV). 2021年7月21日閲覧。

### 書籍
1. 1 2 3 4 5 6 7 8  「角川日本地名大辞典」編纂委員会 1989, p. 1787.
2. 1 2 3 4 5 6 7 8 9 10 11 12 13 14 15  「角川日本地名大辞典」編纂委員会 1989, p. 555.